# Emily Hone
Emily Hone (* 20. Jahrhundert) ist eine US-amerikanische Schauspielerin, die besonders durch ihren Auftritt in dem Film Das Böse unter der Sonne (1982) Bekanntheit erlangte.

## Leben
Erstmals trat Emily Hone 1982 in der Verfilmung des Romans Das Böse unter der Sonne in der Rolle der pubertierenden Tochter Linda Marshall an der Seite von Jane Birkin, Diana Rigg und Peter Ustinov auf. 1983 folgte ihr zweiter Auftritt in einem Spielfilm: Sie verkörperte die Rolle der Mathilde in dem Film Biddy. Sie trat später allerdings in keinem Film mehr auf.

## Filmografie
- 1982: Das Böse unter der Sonne (Evil Under The Sun)
- 1983: Biddy